# Schlosskapelle St. Georg (Droß)

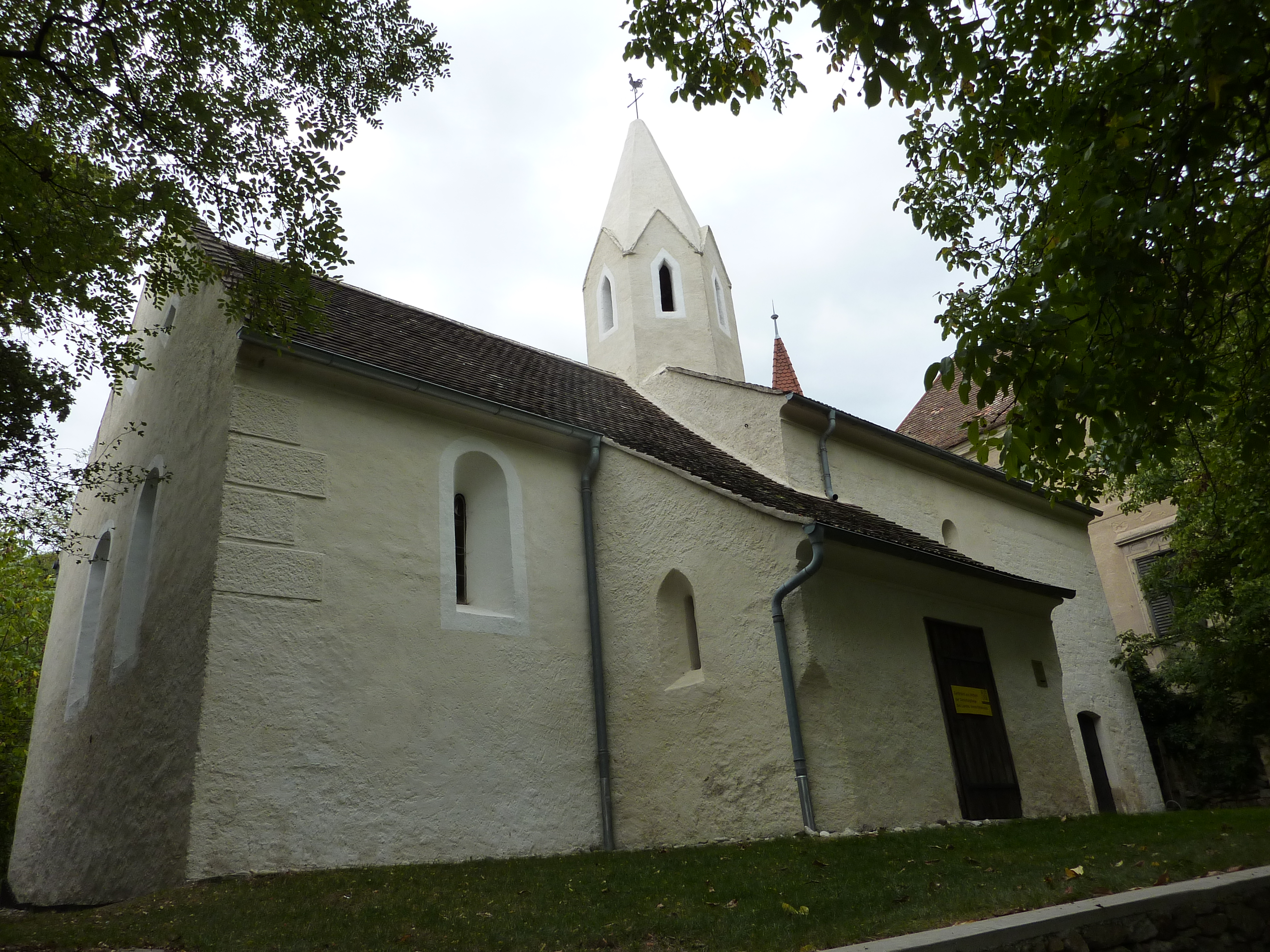
Schlosskapelle Droß

Die Schlosskapelle St. Georg ist eine ehemalige Burgkapelle in der niederösterreichischen Gemeinde Droß. Der kleine, ursprünglich vermutlich freistehende Bau aus der ersten Hälfte des 12. Jahrhunderts, der 1135 erstmals urkundlich erwähnt und um 1300 umgebaut wurde, erhielt im 15. Jahrhundert einen sechseckigen Dachreiter, den ein pyramidenförmiges, steinernes Helmdach krönt. Die Kapelle diente bis 1953 als katholische Pfarrkirche und wird heute als Aufbahrungshalle des Ortes benutzt. Sie ist dem Heiligen Georg geweiht, dem Schutzpatron der Ritterorden.

## Architektur
Das aus ebenmäßigen Quadersteinen errichtete einschiffige Langhaus ist der Romanik zuzuordnen. Daran schloss sich ursprünglich eine halbkreisförmige romanische Apsis an, deren Umriss im Fußboden erkenntlich gemacht wurde. Diese wurde um 1300 durch einen zweijochigen frühgotischen Chor mit Kreuzgratgewölbe und geradem Abschluss ersetzt. Spitzbogenfenster und zwei durch die Ostwand des Chores gebrochene Lichtschlitze erhellen das Innere.
Im 18. Jahrhundert erfuhr die Kapelle im Zuge der Barockisierung weitere Veränderungen. Aus dieser Zeit stammt die flache Decke des Langhauses mit ihrem geschweiften Stuckdekor. Dem Umbau fiel ebenfalls eine zuvor an der Westwand befindliche Herrschaftsempore zum Opfer, die vom ersten Geschoß des Schlosses über einen Gang zugänglich war. Letzterer wurde seinerseits in der Mitte des 20. Jahrhunderts abgetragen. Einzig die vermauerte Öffnung des Hocheinstiegs zeugt noch davon.

## Fresken
Besonders bemerkenswert sind die Seccomalereien, die aus drei verschiedenen Zeitperioden stammen und erst Ende der 50er Jahre wiederentdeckt wurden. Diese übertrafen die kühnsten Erwartungen der Restauratoren. Die ältesten entstanden zeitgleich mit dem Chor und bedecken sämtliche Wände desselben. Sie zeigen von reichen Ornamenten begleitete Szenen aus der Leidensgeschichte Christi, aus dem Leben der Jungfrau Maria und der Legende der Heiligen Katharina sowie das Jüngste Gericht. Aus der Zeit um 1420 datieren die Darstellungen des Heiligen Johannes, der Heiligen Katharina und des Heiligen Matthias in den Laibungen der Fensteröffnungen, die etwa in dieser Zeit in die Südwand gebrochen wurden.

## Mobiliar
Die Kirche besitzt ein massives Taufbecken aus Granit, das auf den Anfang des 14. Jahrhunderts geschätzt wird.